# 3144 км
3144 км — упразднённый посёлок в Каргатском районе Новосибирской области. Входил в состав в состав городского поселения «город Каргат». Исключен из учётных данных в 2025 году.

## Топоним
До 2017 года официальное название — Казарма 3144 км, позже изменено, как и у других НП, областным законом (исключено слово «Казарма»).

## География
Площадь посёлка — 8 гектаров. Находится в непосредственной близости от остановочного пункта 3144-й километр Транссибирской магистрали. В двух километрах к северо-северо-востоку у от посёлка проходит федеральная автодорога Р254 «Иртыш». Ближайший населённый пункт — посёлок Безлюдный в двух километрах к юго-востоку от станции.

## Население
| 2002 | 2007 | 2010 |
| ---- | ---- | ---- |
| 6    | ↘0   | →0   |

## Инфраструктура
В населённом пункте по данным на 2007 год отсутствует социальная инфраструктура.
Путевое хозяйство Западно-Сибирской железной дороги.

## Транспорт
Действует остановочная платформа 3144 км.